# Herb Sulmierzyc
Herb Sulmierzyc – jeden z symboli miasta Sulmierzyce w postaci herbu.

## Wygląd i symbolika
Herb przedstawia na błękitnej tarczy  białe mury miejskie z otwartą bramą i podniesioną czarną broną wraz z trzema blankowanymi wieżami (środkowa góruje nad pozostałymi).